# Maria Steinach (Roßhaupten)

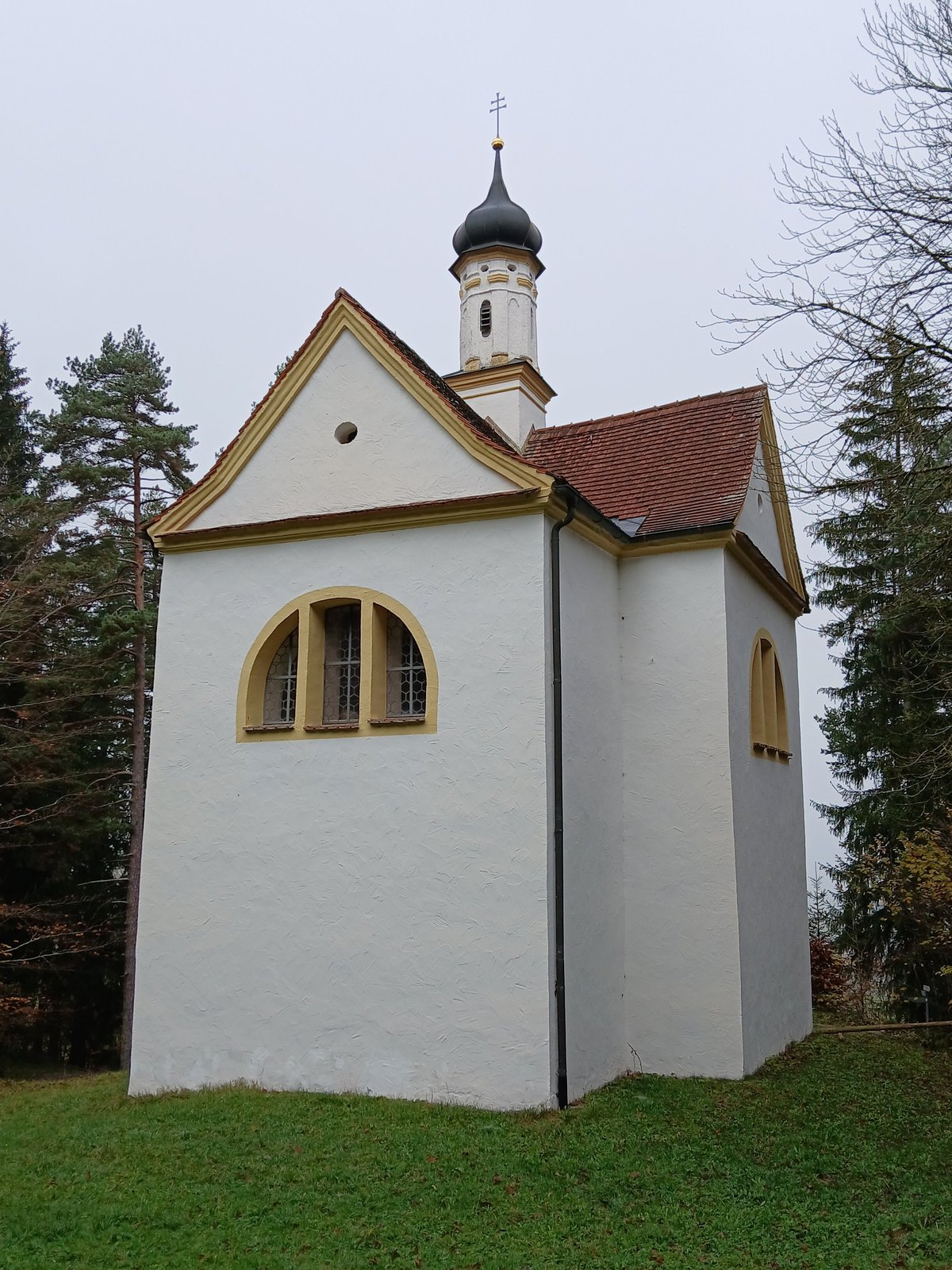
Kapelle Maria Steinach

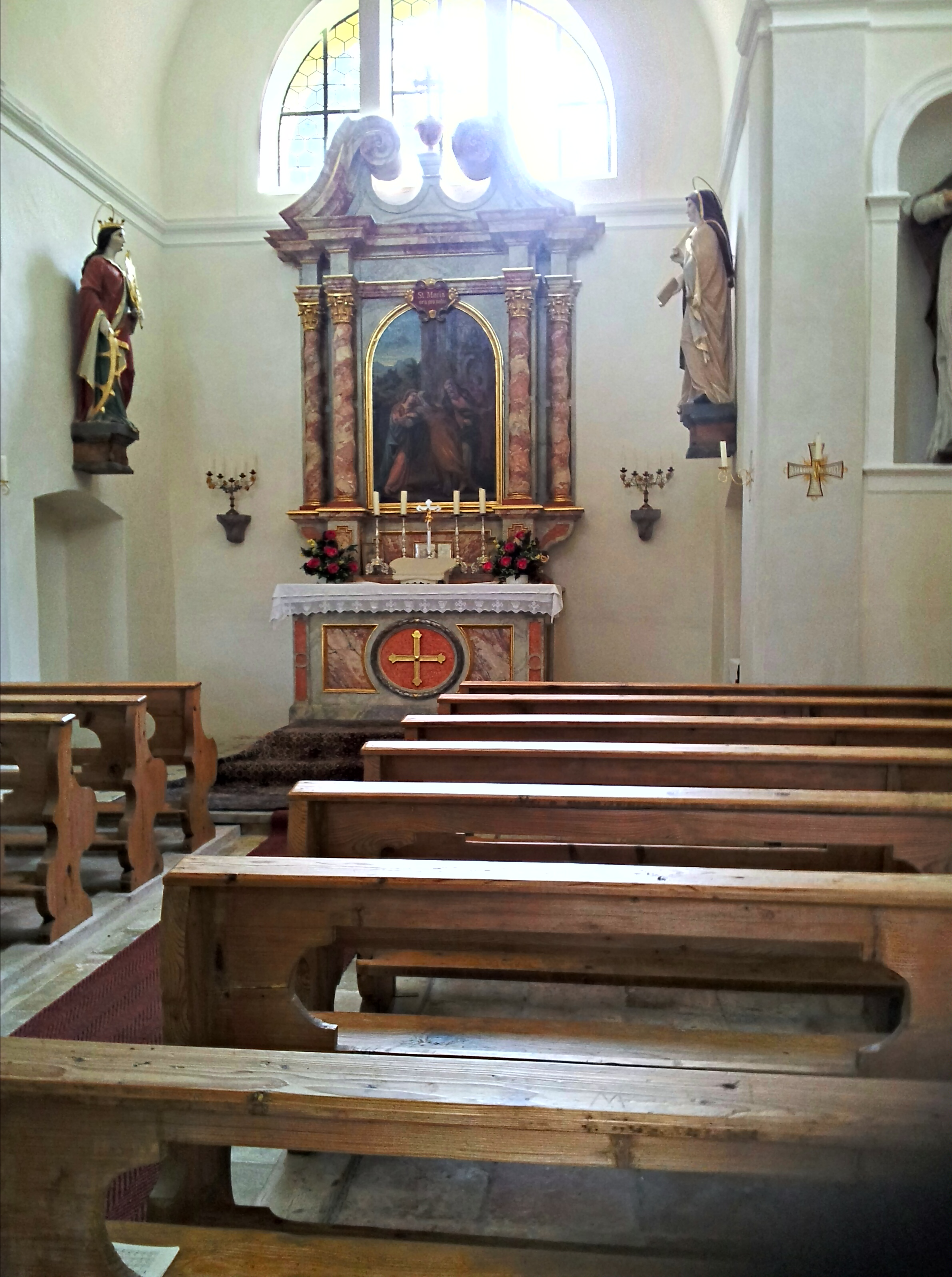
Innenansicht

Die römisch-katholische Kapelle Maria Steinach, offiziell Mariä Heimsuchung, steht in Roßhaupten im Landkreis Ostallgäu.

## Lage
Die Kapelle steht im Wald südwestlich von Roßhaupten nahe der Straße nach Ussenburg. Etwas unterhalb der Kapelle liegt ein aufgelassener Friedhof. An ihr vorbei führt der Kreuzweg des Kalvarienbergs von Roßhaupten. Zwei Kreuzwegstationen und die Lourdesgrotte des Kalvarienbergs befinden sich bei der Kapelle.

## Geschichte
Der Ursprung des Namens Steinach ist nicht geklärt. Möglicherweise trug der kleine Bach nahe der Kapelle den Namen Steinbach oder der Name geht auf einen abgegangenen Ort Stainbach bei Roßhaupten zurück, der in historischen Quellen erwähnt wird. Der Friedhof bei der Kirche wurde wahrscheinlich als Pestfriedhof zwischen 1628 und 1635 während einer Pestepidemie zur Zeit des Dreißigjährigen Krieges angelegt. Von 1700 bis 1820 diente er als Ausweichfriedhof für den zu klein gewordenen Friedhof bei der Pfarrkirche St. Andreas. Spätestens ab 1650 existierte eine Kapelle mit dem Patrozinium Mariä Heimsuchung.
1706 wurde die Kapelle nach Plänen von Johann Jakob Herkomer durch den Maurermeister Joseph Miller neu errichtet. Die Kirchweihe nahm 1714 Weihbischof Kasimir Röls vor. Bis ins ausgehende 19. Jahrhundert war Maria Steinach ein beliebter Wallfahrtsort.
1908 wurde der Kalvarienberg angelegt, dessen Kreuzweg an der Kapelle vorbeiführt. 1977 wurde die Kapelle außen restauriert. Heute findet noch jedes Jahr am Dienstag vor Christi Himmelfahrt ein Bittgang zur Kapelle und Festgottesdienst statt, um Segen und Schutz für Felder und Fluren zu erbitten.

## Architektur
Das Gebäude ist ein Zentralbau auf kreuzförmigem Grundriss und ähnelt der Kapelle in Sameister. Über der quadratischen Vierung mit Kreuzgratgewölbe erhebt sich ein achteckiger Dachreiter mit Zwiebelhaube. Die mit Satteldächern bedeckten, nach Norden, Osten und Westen gerichteten Querarme sind kürzer als der nach Süden gerichtete Chor und innen mit Tonnengewölben überspannt.
Die Fenster im typischen Herkomer-Stil sind halbkreisförmig und dreigeteilt. Auf der Empore unter einem der Fenster hat das Mauerwerk innen eine Nische, so dass der Priester durch das Fenster nach draußen predigen konnte, wenn der Platz in der Kapelle nicht für alle Wallfahrer reichte.

## Ausstattung
Der Altar stammt aus der Erbauungszeit. Das Altarblatt ist aus dem 19. Jahrhundert und zeigt die Heimsuchung Mariens. Links und rechts des Altars sind Figuren der hl. Katharina von Alexandrien und vermutlich der hl. Theresia von Avila (um 1830/1840). Zwei weitere Figuren, die sich zuvor in der Pfarrkirche St. Andreas befanden, stellen den hl. Dominikus und die hl. Katharina von Siena dar (2. Viertel 18. Jh.). An einer Seitenwand hängt ein Gemälde des hl. Johannes Nepomuk (um 1720/1730).